# Everybody Knows This Is Nowhere
Albums de Neil Young
Neil Young
(1969) After the Gold Rush
(1970)
Singles
1. Down by the River
Sortie : 14 mai 1969
2. Cinnamon Girl
Sortie : 20 avril 1970

Everybody Knows This Is Nowhere est le deuxième album solo de Neil Young et l'album fondateur du Crazy Horse. Il est sorti le 14 mai 1969 sur le label Reprise Records et a été produit par Neil Young et David Briggs.

## Historique
C'est l'un des albums de référence de Neil Young, relativement épuré avec des mélodies efficaces et un son « brut » qui sera désormais la "marque de fabrique" de Neil Young & Crazy Horse. C'est la première apparition du groupe Crazy Horse (mais le seul avec le guitariste Danny Whitten, qui mourut en 1972), groupe qui avec onze albums en commun, le suivra jusqu'à aujourd'hui.
L'album contient trois chansons majeures du répertoire de Neil : Cinnamon Girl, Down By the River, et Cowgirl in the Sand. Elles furent composées en un après-midi alors que Young était fiévreux.
En effet, alors que Neil passait une nuit dans un motel, il était pris d'une forte fièvre. Au milieu de la nuit il se réveilla et c'est dans son bain qu'il écrit ces 3 chansons, réputées comme étant des pièces fondatrices de la musique folk rock.
Down by the River et Cowgirl in the Sand sont deux longues improvisations de plus de neuf minutes, ce qui était encore assez inhabituel en 1969. La première sortira en single en mai 1969 dans une version plus courte (3:37). 
Running Dry (Requiem For The Rockets) est un clin d'œil au groupe Crazy Horse qui s'appelait The Rockets avant qu'il n'accompagne Young.
Cowgirl in the Sand sera repris par The Byrds.

## Réception
Cet album se classa à la 34e place du Billboard 200 aux États-Unis et sera certifié disque d'or, un an et demi après sa sortie, puis disque de platine, 16 ans après en 1986.
Le magazine Rolling Stone place l'album en 210e position de son classement 2012 des 500 plus grands albums de tous les temps.
Il est également cité dans l'ouvrage de référence de Robert Dimery Les 1001 albums qu'il faut avoir écoutés dans sa vie et dans plusieurs autres listes.
Cinnamon Girl comprend un solo de guitare considéré par les critiques comme étant l'un des essentiels de l'histoire du rock.

## Citations
« Du début à la fin, le son simple et brut, est superbe, Neil young chante magnifiquement et le jeu des musiciens est un enchantement. Cet album est l'un des meilleurs du Canadien. »

— Le Guide Pop Rock 1950-1979 Vol.1, Collectif, Fnac, p.110, 2002.

« En recrutant le groupe de rock primitif des Rockets — qu'il rebaptise Crazy Horse —, Neil Young trouve des accompagnateurs de rêve. En plus de poser les bases du son cru et dépouillé auquel il ne cessera de revenir par la suite, l'album abrite trois compositions légendaires de Young et permet de prendre toute la mesure de l'originalité de son jeu de guitare. Un disque fondateur. »

— Neil Young, Olivier Nuc, Librio musique, p.79, 2002.

« L'album contient trois tours de force à la guitare qui constitueront la base de leurs concerts de ces années-là : l'abrasif Cinnamon Girl, les épiques et enfiévrés Hello Cowgirl In the Sand, Down By the River où le jeu de guitare haché et obsédant de Young fait merveille. »

— Dictionnaire du Rock, Vol.2, Yves Bigot et Michel Houellebecq, Robert Laffont, p.2201, 2002.

## Titres
Toutes les chansons ont été composées par Neil Young.
| 1. | Cinnamon Girl                    | 2:58 |
| 2. | Everybody Knows This Is Nowhere  | 2:26 |
| 3. | Round & Round (It Won't Be Long) | 5:49 |
| 4. | Down by the River                | 9:13 |

| 5. | The Losing End (When You're On)       | 4:03  |
| 6. | Running Dry (Requiem for the Rockets) | 5:30  |
| 7. | Cowgirl in the Sand                   | 10:06 |

## Musiciens
- Neil Young - guitare, chant
- Crazy Horse
  - Danny Whitten - guitare, chant (sur Cinnamon Girl), chœurs
  - Billy Talbot - basse
  - Ralph Molina - batterie, chœurs
- Autres musiciens
  - Robin Lane (en) sur Round & Round - chœurs
  - Bobby Notkoff sur Running Dry - violon

## Charts et certifications

### Album
Charts
| Pays                       | Durée du classement | Meilleur classement | Date              |
| -------------------------- | ------------------- | ------------------- | ----------------- |
| Canada (RPM)               | 9 semaines          | 32e                 | 13 septembre 1970 |
| États-Unis (Billboard 200) | 98 semaines         | 34e                 | 29 août 1970      |

Certifications
| Pays        | Ventes      | Certification | Date            |
| ----------- | ----------- | ------------- | --------------- |
| États-Unis  | 500 000 +   | Or            | 16 octobre 1970 |
| États-Unis  | 1 000 000 + | Platine       | 13 octobre 1986 |
| Royaume-Uni | 60 000 +    | Argent        | 22 juillet 2013 |

### Single
| Single        | Chart             | Durée du classement | Position | Date            |
| ------------- | ----------------- | ------------------- | -------- | --------------- |
| Cinnamon Girl | (Hot 100)         | 9 semaines          | 55e      | 25 juillet 1970 |
| Cinnamon Girl | (RPM Top Singles) | 14 semaines         | 25e      | 8 août 1970     |